# ハードエイト
『ハードエイト』（Hard Eight）は、1996年のアメリカ合衆国のサスペンス映画。ポール・トーマス・アンダーソン監督のデビュー作である。第49回カンヌ国際映画祭ある視点部門で上映された。日本ではDVDスルーとなった。

## ストーリー
ジョンは、ラスベガスのカジノで一文無しになりダイナーの外で座り込んでいた。そこへシドニーという老人が現れ、コーヒーを奢りながら彼に救いの手を差し伸べる。2年後、プロのギャンブラーに成長したジョンはリノ (ネバダ州)でシドニーと再会。この時、シドニーはジョンに恋人のウェイトレス、クレメンタインと友達のジミーを紹介されるが、ジミーはシドニーの過去の秘密を握っていた…。
※ハードエイト(Hard Eight)は、クラップス(Craps)における「サイコロの4のゾロ目」の意味。

## キャスト
- シドニー・ブラウン - フィリップ・ベイカー・ホール
- ジョン・フィネガン - ジョン・C・ライリー
- クレメンタイン - グウィネス・パルトロー
- ジミー - サミュエル・L・ジャクソン
- クラップスのプレイヤー - フィリップ・シーモア・ホフマン
- ジミーの女 - メローラ・ウォルターズ

## 評価
レビュー・アグリゲーターのRotten Tomatoesでは48件のレビューで支持率は81%、平均点は6.90/10となった。Metacriticでは14件のレビューを基に加重平均値が78/100となった。

## 受賞・ノミネート
第13回インディペンデント・スピリット賞
- ノミネート：主演男優賞 - フィリップ・ベイカー・ホール
- ノミネート：助演男優賞 - サミュエル・L・ジャクソン
- ノミネート：撮影賞 - ロバート・エルスウィット
- ノミネート：新人作品賞 - ポール・トーマス・アンダーソン、ロバート・ジョーンズ、ジョン・ライオンズ
- ノミネート：新人脚本賞 - ポール・トーマス・アンダーソン